# Frédéric Sancet
Frédéric Sancet est un homme politique français né le 27 mars 1855 à Auch (Gers) et décédé le 15 novembre 1925 à Auch.

## Biographie
Docteur en médecine, il est conseiller municipal et adjoint au maire d'Auch. Conseiller général en 1892, il devient président du conseil général en 1900. Après un premier échec en 1897, il est élu sénateur en 1906, et se consacre essentiellement aux questions économiques intéressant son département. Il ne se représente pas en 1920.

## Sources
- « Frédéric Sancet », dans le Dictionnaire des parlementaires français (1889-1940), sous la direction de Jean Jolly, PUF, 1960 [détail de l’édition]